# ドリーム・ドリーム・パーティ
『拓也・良子のドリーム・ドリーム・パーティ』（たくやりょうこのドリームドリームパーティ）は、2013年4月から2019年3月まで放送したラジオ番組。声優の江口拓也・新谷良子とドリームチャレンジャー（通称D.F.A：ディーファ）がパーソナリティを務めた。本項では、初期の『めぐとも明のドリーム・ドリーム・パーティ』（めぐともあきらのドリームドリームパーティ）、2000年4月から2013年3月まで放送した『明・めぐみのドリーム・ドリーム・パーティ』（あきらめぐみのドリームドリームパーティ）についても述べる。略称は「ドリパー」。

## 放送時間
放送時間
文化放送：月曜0:00 - 0:30（日曜深夜）
プロ野球シーズン中は、ナイター中継延長による時間変更・放送休止があった。また、衆議院選挙・参議院選挙の投開票日当日、オリンピックの中継、大晦日の年越し番組などによる放送時間変更もあった。
過去の放送時間
超!A&G+（DRP 9302ch地上デジタルラジオ実用試験放送）
- 2007年9月5日-2008年4月2日:水曜20:30-21:00（リピート放送は木曜10:30-11:00）
- 2008年4月9日-2009年4月1日:水曜23:00-23:30（リピート放送は木曜13:00-13:30）
  - 2008年12月31日23:00放送予定分は超!A&G+の年越し特番編成に伴い通常のリピート枠の2009年1月1日13:00-13:30が初回放送、リピート放送は2009年1月4日日曜21:30-22:00に放送。
- 2009年4月7日-2010年9月28日:火曜19:00-19:30（リピート放送は水曜14:00-14:30）
- 2010年10月5日-2011年3月29日:火曜18:00-18:30（リピート放送は水曜8:00-8:30）

## 沿革
- 1998年04月 - 『超機動放送アニゲマスター』内のコーナー番組『神谷明のときめきシティハンター』（かみやあきらのときめきシティハンター）放送開始。パーソナリティは神谷明と豊口めぐみ。アシスタントは中田潤・三橋貴義・中島裕美・中島由貴。当番組の母体となる10分番組で、1999年3月まで放送
- 1999年04月09日（8日深夜） - 「めぐとも明のドリーム・ドリーム・パーティ」放送開始。金曜未明1:30 - 2:00の30分番組となる。パーソナリティは神谷・豊口と葛野智子。当番組の前身となる番組。
- 1999年10月10日 現在の放送時刻に変更。
- 2000年04月10日（9日深夜） - パーソナリティが神谷・豊口とドリームチャレンジャーとなり、番組名を「明・めぐみのドリーム・ドリーム・パーティ」に変更。
- 2004年04月12日（11日深夜） - ドリームチャレンジャーにD.F.A（ディーファ）という別名[5]を付ける。
- 2005年04月11日（10日深夜） - コーナー番組「愛と良子のパジャマパーティー」開始。パーソナリティに清水愛と新谷良子を加える。
- 2013年03月04日（3日深夜） - 4月から番組リニューアルするのを期に、神谷・豊口が番組を卒業する事を発表。一足早く「愛と良子のパジャマパーティー」が放送終了。
- 2013年03月11日（10日深夜） - 後任のパーソナリティが新谷と江口拓也になる事を発表。
- 2013年04月01日（3月31日深夜） - 神谷と豊口が番組を卒業。「ときめきシティハンター」から足掛け15年のコンビに終止符を打つ。
- 2013年04月08日（7日深夜） - 「拓也・良子のドリーム・ドリーム・パーティ」放送開始。
- 2013年05月06日（5日深夜） - コーナー番組「ドリパー・ファミリー・スピリッツ」開始。
- 2014年02月10日（9日深夜） - コーナー番組「まほ・まゆのガールズイマジネーション」開始。
- 2019年02月04日（3日深夜） - 2019年4月1日（編成上は3月31日）を以って放送を終了する事を発表。
- 2019年04月01日（3月31日深夜） - 最終回。前身の『神谷明のときめきシティハンター』時代と換算して通算21年の長きに亘るシリーズの歴史に幕を下ろした。

## 終了時の番組コーナー

### オープニング
パーソナリティの江口拓也・新谷良子によるフリートークが行われ、新谷がCM前の振りで言う口上を「食べ合わせ」で行っている。これは、番組開始当初からのコンセプトである「日曜深夜のパーティー」を意識して、「ケーキとワインの代わりにおしゃべりと笑顔で私たちとお付き合いください」と言っているものを、「ケーキ」と「ワイン」の部分を変えており、たとえば、春なら「桜と新入生の代わりに…」などと毎回季節感あるものを言っている。神谷・豊口時代は、これをコーナーとしてリスナーから送ってもらい、それを豊口が口上として言っていた。2011年以降、リスナーからの募集は行なわれなかった。

### ふつおた
リスナーから送られたメールでトークを展開する。毎回2〜3通程度紹介する。

### パズルドラマ・なにが起きた？
ミニドラマのお題が2つ出る。ドラマのセリフは全部で4つあるうちの、1つ目と2つ目（起承転結の「起」と「承」にあたる部分）が抜けている。抜けている箇所それぞれをリスナーから募集し、新谷と江口がランダム引いたセリフでミニドラマを完成させる。当初は第10期D.F.Aの最終オーディションが始まるまでの2013年4月29日から5月27日までのつなぎとして放送されたコーナーだったが、リスナーからの要望で2013年8月5日からコーナー復活となり、「ふつおた」と交互で放送となる。

### 作家・花ちゃんに捧げるキュンキュンエピソード
リスナーから募集した胸がキュンキュンするような体験談や妄想エピソードを紹介し、番組の構成を担当する放送作家の「花ちゃん」こと花崎圭司がキュンキュン度合いを点数でつける。花崎が考えたコーナー名は「恋愛部、活動日誌」だったが、リスナーが考えた方が良かったので、そちらが採用になる。2018年6月18日（17日深夜）開始。

### ドリチャレ
D.F.Aがメインパーソナリティから出される指令にチャレンジしていくコーナー。毎年恒例の指令もあり、チャレンジャー選出直後の街頭100人インタビューや海開き前の海岸掃除などがある。そして、1月からは卒業制作としてラジオドラマを制作する。このラジオドラマには、パーソナリティーの2人はもちろん、櫻井孝宏や茶風林などの有名声優も出演する。
2004年度では通年で空き缶を集めて車椅子と交換し寄付するのを行った。1年では必要な量が集まらなかったが、約2年間かけて収集し、日本工学院専門学校がある大田区に車椅子1台を寄付した。その模様は2006年1月2日（1日深夜）に放送された。
2013年度は、第10期D.F.Aの最終オーディションが始まるまで「拓也・良子のドリチャレ2013」と題し、江口と新谷がリスナーから募集した指令にチャレンジしていた。

## 過去の番組コーナー

### 「明・めぐみのドリーム・ドリーム・パーティ」時代
生ハムメロン
「生ハムにメロン」や「酢豚にパイナップル」など、絶対に許せない組み合わせをリスナーから募集するコーナー。2011年以降、放送されなかった。
愛と良子のパジャマパーティー
日本工学院専門学校声優コースを卒業し、この番組のドリームチャレンジャー（第2期）出身の清水愛と新谷良子が女の子同士ならではのトークをする。略称「パジャパー」。コーナー時間が少ないが、2人のトークが展開しすぎて、かなり無理のある編集をしていた。神谷・豊口時代に清水と新谷が登場するコーナーはこれだけであった。2013年3月4日（3日深夜）放送終了。

### 「拓也・良子のドリーム・ドリーム・パーティ」時代
ドリパー・ファミリー・スピリッツ
略称「ドリスピ」。ドリパー卒業生たちが、現在の近況の報告や、ドリパー時代にどんなことをやったか、どんな気持ちだったのかなどをトークするコーナー。パーソナリティーは月替わりで、DFS24を結成する。2013年5月6日（5日深夜）開始、同年11月25日終了。
パーソナリティー
- 2013年5月～7月：中原日菜（D.F.A.3期）、井澤詩織（D.F.A.3期）、吉岡さくら（D.F.A.4期）
- 2013年8月：三木美、近藤唯、佐々木亜花里（いずれもD.F.A.5期）
- 2013年9月：クリストファー・シュウ（D.F.A.3期）、イ・ジョンヒ（D.F.A.5期）、リ･ウンジュ（D.F.A.6期）
- 2013年10月：西山実（ドリームチャレンジャー1期）、木部ショータ（ドリームチャレンジャー2期）、塚本久実子（ドリームチャレンジャー4期）
- 2013年11月：石川恵、齊藤真純、渡邊梢（現・梢ももか）、日置秀馬（いずれもD.F.A.1期）

まほ・まゆのガールズイマジネーション
第10期D.F.Aの杉本真穂と新津茉由がパーソナリティを務めるコーナー。制作は日本工学院専門学校ミュージックカレッジ レコーディングクリエイター科の学生が行っている。2014年2月10日（9日深夜）開始、同年3月10日（9日深夜）終了。

## ドリームチャレンジャー（D.F.A）

### ドリームチャレンジャーとは
この番組は単に声優がパーソナリティを務めるアニラジということではなく、声優を目指す人を応援し、チャンスを与えるための番組であった。そのため、スポンサーである日本工学院のクリエイターズカレッジ 声優・演劇科に在籍する生徒からドリームチャレンジャーをオーディションで選考し、1年間パーソナリティを務めた。このうち、番組内で行う最終オーディションの審査はリスナーの評価も加味される。リスナーは、番組で放送されるドリームチャレンジャー候補生の声を聞いて投票するシステムとなっていた。
最終オーディションに落選した者のうち数名を、インターネットラジオ担当として1年間ネットラジオ番組「フレッシュ・ドリーム・パーティ」を制作した。この中には斎藤桃子もおり、必ずしも落選したからといって実力が劣っているわけではない。また、第10期よりパーソナリティ担当（通称・表メンバー）とインターネットラジオ担当（通称・裏メンバー）の間で入れ替えを行っていた（第12期・第14期は実施しなかった）。

### 歴代ドリームチャレンジャー
※第10期以降は選出当初の担当で記載。
- 1期：小池創、西山実、柏崎久美子
- 2期：清水愛、新谷良子、坂本美里（以上の3名でユニット「めぇめぇもぉ」を結成）、上田亮、木部祥太(現 木部ショータ)（インターネット）
- 3期：越智善仁、佐藤彩花、大久保茂美、間宮康弘、大木文子、石川賢二、原口梨甫、神崎快、岡本早陽香、宇田川雅子
- 4期：橋本あすみ、岡村紀央美、塚本久実子[8]（以上の3名でユニット「クローバー」を結成）、斎藤桃子（インターネット担当）
- 5期：横尾恵、漆原葉子、齋藤佑香、神庭奈美（以上の4名でユニット「ふんごぉちゅー」を結成）（以下インターネット担当）森進、田中章、乾友子、福岡陽子
- 6期（D.F.A.1期）：石川恵、齊藤真純、西山佑希、渡邊梢（現・梢ももか）、日置秀馬、藤田知美、川本剛（以下インターネット担当）勝山真沙美、羽田野洋人、柳迫愛実、阿部恵美子、石倉将行
- 7期（D.F.A.2期）：須藤郁美、日堂有貴、我妻教子、戸部みゆき、西山佑希[9]（以下インターネット担当）吉田佳那子、藤山紀子、小野彩乃
- 8期（D.F.A.3期）：野上綾花、クリストファー・シュウ、中原日菜、井澤詩織 （以下インターネット担当）米倉周平、鎌田稔史、本間薫、坂田渚、安藤美紀
- 9期（D.F.A.4期）[10]：（蒲田V）赤羽美重、斎藤美穂、島村渚（現・真城渚）、中今伸、吉岡さくら、（八王子6）新垣龍一、鈴木祥世、土肥慎平、早坂智子、牧野郁恵、向山梨花（以下インターネット担当）嵯峨克織、芝野雄太、津﨑遼馬
- 10期（D.F.A.5期）：（八王子チーム）宮嵜奈緒、河村美希、三木美、菊池翔太、（蒲田チーム）沼尻輝篤、渡邊友将、岩淵康昇、高野智哉、イ・ジョンヒ、切石枝里（以下インターネット担当）池田友美、高 絵鯉香、内海円香、近藤唯、佐々木亜花里、井上真莉緒、横須賀慎次
- 11期（D.F.A.6期）：原田朋毅、広瀬武央[11]、浦辺秋、宮越裕美、鳩山恵利果、李恩珠(リ･ウンジュ)、川端明日香、福原由莉奈（以下インターネット担当）生津芳恵、細川直道、菅原好矢、川村嵩昌、女池ゆかり、進藤初香、慶長美沙紀、中山涼子、山際春香
- 12期（D.F.A.7期）：飯島奈那実、富士尚紀、斎藤則子、木村涼、松下朋広[12]（以下インターネット担当）小尾貴裕、青島由加里、蛭田彩織、リュウ・セイラク（現・劉セイラ）、高田美玲、海上明菜
- 13期（D.F.A.8期）：嘉手苅美海、小林新一郎、齊藤航也、鈴木恵美、渡井菜摘（以下インターネット担当）岩田奈々、関根明良、田邊夏海、藤本ひとみ
- 14期（D.F.A.9期）：後藤里奈、齋藤小浪、奈良健太郎、三浦修平、森下由梨、諸星利紀（以下インターネット担当）井上菜摘、及川碧、大和田遥奈、杉山奈穂、南里亜美
- 15期（D.F.A.10期）：阿部信、小山翔平（現・海老名翔太）、後藤春奈、佐藤和、新津茉由、吉田茉央（以下インターネット担当）川原達也、今井裕太、杉本真穂、新井あずみ、渡辺真優夢
- 16期（D.F.A.11期）：池田浩之、喜屋武美帆、瀬古多恵香、瀧澤麻美、中山貴博、平野晋介（以下インターネット担当）片岡諒太朗、小林美桜、菅間雄大、沼倉遥香、安田彩音、安田優希
- 17期（D.F.A.12期）：石坂咲祐里、佐々木円、須藤里奈、藤井彩加（以下インターネット担当）石川翔、岡本実那美、川村陽菜、小林泰河、今加歩里、坂田健太、守屋那奈、吉田未咲
- 18期（D.F.A.13期）：安藤鈴菜、谷口直樹、橋本陽子、早川新大、南山希来々（以下インターネット担当）井村渉華、佐藤滉介、佐藤愛恵、島袋夏帆、高橋慧、竹内涼、中川あかね
- 19期（D.F.A.14期）：倉岡楓、宮本実侑、森陽子、伊藤拓海、峰岸真意人（以下インターネット担当）足立知世、川﨑愛、田村ひろみ、平川優希、洞垣樹生、若林怜央
- 20期（D.F.A.15期）：沖胡玲奈、金子茉由、小池貴大、髙橋瑞希、外立拓士（以下インターネット担当）菊地日伯、小林智也、斉慧美、澤田姫、島田遥、野際恵海、橋本有紗

## 公開録音
- 2008年7月22日、日本工学院専門学校 蒲田校（ラジオ10周年記念）
- 2013年2月16年、パシフィコ横浜（2013年2月25日放送）[13][14]
  - ゲスト：千葉繁、江口拓也
- 2013年8月31日、日本工学院専門学校 蒲田校 体験入学（第22回：2013年9月2日放送）[15]
- 2014年8月7日、日本工学院専門学校 蒲田校（第71・72回：2014年8月11日・18日放送）[16]
  - ゲスト：神谷明、豊口めぐみ
- 2015年8月20日、日本工学院専門学校 蒲田校 体験入学（第125・126回：2014年8月25日・9月1日放送）[17]
- 2019年3月21日、日本工学院専門学校 片柳記念ホール、拓也・良子のドリーム・ドリーム・パーティー 祝「ドリーム・ドリーム・パーティー」20周年お疲れさま＆ありがとう卒業パーティー（第312回：2019年4月1日放送）
  - ゲスト：神谷明、豊口めぐみほか[18]